# Scriptorium

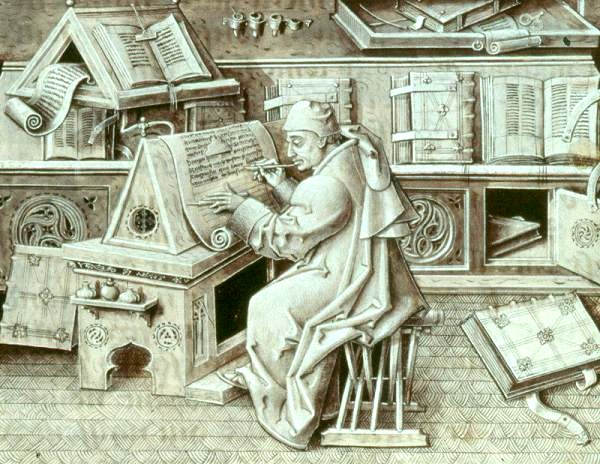
Esta miniatura del siglo XV de Jean Miélot (muerto en 1472) representa al propio autor trabajando, precisamente mientras compila sus Miracles de España, en los que esta miniatura aparece.

El término scriptorium, literalmente «un lugar para escribir», se usa habitualmente para referirse a la habitación de los monasterios de la Europa medieval dedicada a la copia de manuscritos por los escribas monásticos. No obstante, múltiples indicios (tanto documentales como arqueológicos) parecen indicar que tales habitaciones fueron muy poco frecuentes; la mayor parte de la escritura monástica se habría realizado en una especie de cubículos que existían en los claustros o en las propias celdas de los monjes. Por lo demás, las referencias especializadas suelen aludir en la actualidad con el término scriptoria a la producción escrita de un monasterio, y no a unas habitaciones.
En cualquier caso, e independientemente de su identidad física, un scriptorium era, necesariamente, una zona próxima o adjunta a una biblioteca; dicho de otra forma, la presencia de una biblioteca es indicio de la existencia próxima de un scriptorium. Los scriptoria, en este sentido de habitaciones dedicadas a un fin concreto, probablemente solo existieron durante periodos de tiempo limitados, cuando una institución o un individuo querían conseguir un gran número de textos copiados para nutrir una biblioteca; una vez que esto se conseguía, no habría necesidad de que tales zonas siguiesen estando habilitadas para ello. Hacia comienzos del siglo XIII, se empezaron a desarrollar también negocios seculares de copia de textos; los escribas profesionales pudieron haber llegado a tener habitaciones especiales dedicadas a su tarea, pero en la mayor parte de los casos lo más probable es que tuviesen una mesa de escritura próxima a una ventana en sus propias casas.

## Iglesia de San Juan Evangelista en Rimini
En esta iglesia, cuya patrona era Gala Placidia (muerta en 450), las parejas de cámaras rectangulares que flanqueaban el ábside, accesibles solamente desde cada nave lateral, se han interpretado como parejas de bibliotecas (latinas y griegas) y, quizá, como scriptoria. Su abundante iluminación, los nichos de 0,5 metros de profundidad, la disposición de hipocausto bajo el suelo para mantener el espacio seco, son rasgos que se pueden encontrar en la arquitectura de las bibliotecas de la Antigua Roma.

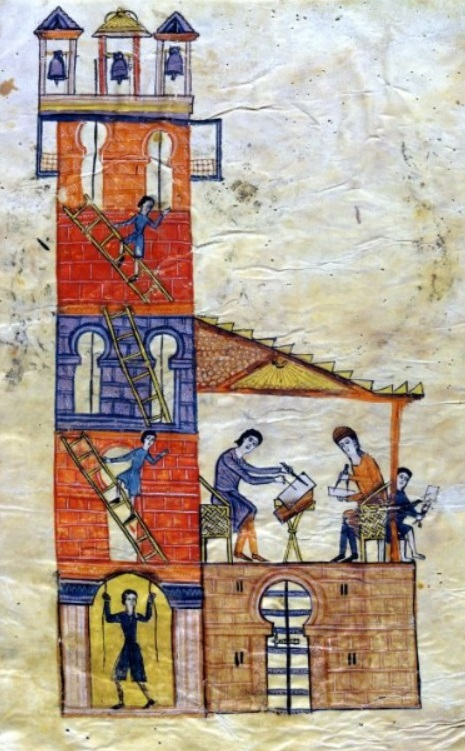
Scriptorium del monasterio mozárabe de San Salvador de Tábara (S. X).

Cuando las bibliotecas y scriptoria monásticas surgieron a comienzos del siglo VI (los primeros escritos monásticos europeos datan del año 517), definieron la cultura literaria europea y preservaron selectivamente la historia literaria de Occidente. Los monjes copiaron la Biblia de Jerónimo y los comentarios y cartas de los Primeros Padres de la Iglesia, tanto con intención misionera como para uso dentro del propio monasterio. Los productos del scriptorium proporcionaron un valioso medio de intercambio. Dentro del scriptorium, había normalmente una división del trabajo entre los monjes que preparaban los pergaminos para la copia, alisando y marcando con tiza la superficie, los que pautaban el pergamino y copiaban el texto, y los que lo ilustraban. A veces, un único monje podía asumir todas estas funciones. Así se comprueba, por ejemplo, en el Libro del Apocalipsis del Monasterio de las Huelgas (Burgos) en el que figura una ilustración a toda página que reproduce el scriptorium del monastario mozárabe de San Salvador de Tábara (Zamora). En ella, de derecha a izquierda, aparecen una persona que corta el pergamino, otra que marca con un compás, en el folio, las pautas de la escritura y la tercera que escribe o ilumina el texto.
A comienzos del siglo XIII, la producción manuscrita monástica entró en declive, pues los copistas particulares se reciclaron para escribir para los laicos. Hacia 1250 aparecieron las primeras librerías que, antes de la introducción de la imprenta en el último cuarto del siglo XV, ya habían sustituido virtualmente a los monasterios como dispensadores de libros para la comunidad.
Las tradiciones individuales de scriptoria se desarrollaron en completo aislamiento, hasta el punto de que la moderna paleografía ha de identificar el producto de cada scriptorium y su datación aproximada por comparación con otras producciones datables de ese mismo scriptorium. Al mismo tiempo, las comparaciones de la «mano» característica de los scriptoria revelan conexiones sociales y culturales entre ellos, así como el desarrollo de nuevas «manos» y su diseminación a través de los viajes realizados por los individuos y por los ejemplos de los manuscritos que pasaron de una biblioteca a otra.

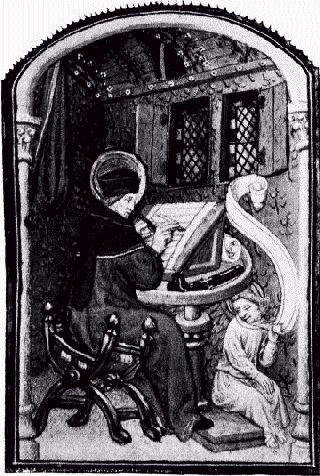
San Mateo en un «despacho» o scriptorium idealizado. (Libro de Horas, París, c 1420 (Biblioteca Británica, Sloane Mss 2468)

Los ilustradores de manuscritos trabajaban en colaboración con los escribas en una intrincada variedad de interacciones que impedían cualquier mínimo modelo de producción manuscrita monástica.

## El scriptorium físico

### De Casiodoro en Vivarium
El monasterio de Viviarium fue construido en el segundo cuarto del siglo VI bajo la indicación de Casiodoro en Vivarium, al sur de Italia, contenía un scriptorium construido expresamente, pues estaba interesado en coleccionar, copiar y preservar textos.
La descripción de Casiodoro sugiere que el scriptorium tendría lámparas de aceite autoalimentadas, un reloj de sol y una clepsidra. El scriptorium habría tenido también escritorios para el trabajo de copia de textos por los monjes, así como los necesarios tinteros, navajas y plumas. Casiodoro estableció una biblioteca donde, al final del Imperio Romano, intentó hacer aprender griego a los lectores en latín y preservar textos tanto sagrados como profanos para las generaciones futuras. En tanto biblioteca no oficial, Casiodoro coleccionó tantos manuscritos como pudo y escribió tratados con la intención de instruir a sus monjes en el uso adecuado de los textos. Al final, sin embargo, la biblioteca de Vivarium fue dispersada y perdida, aunque estuvo activa hasta aproximadamente el año 630.

### De los benedictinos
El contemporáneo de Casiodoro, Benedicto de Nursia, también permitió a sus monjes leer las grandes obras paganas en el monasterio que fundó en Monte Cassino en 529. La creación de una biblioteca en ese monasterio inició la tradición de los scriptoria benedictinos, en donde la copia de los textos no solo proveía de materiales realmente necesarios para las rutinas de la comunidad y servía como trabajo para unas manos y unas mentes que de otra manera estarían ociosas, sino que producía un producto valioso. San Jerónimo mostró que los productos del scriptorium podrían ser una fuente de ingresos para la comunidad monástica, aunque Benedicto con cautela indicó que «si hay trabajadores expertos en el monasterio, déjeseles trabajar en su arte con toda humildad».
En los primitivos monasterios benedictinos, las habitaciones para escribir eran en realidad un corredor abierto al patio central del claustro. El espacio podía acoger, aproximadamente, a veinte monjes, que estaban protegidos de los elementos solo por el muro trasero y por el abovedado de encima. Los monasterios construidos después en la Edad Media situaron el scriptorium en el interior, cerca de la entrada de la cocina o cerca de la calefacción. El calor de estos scriptoria sirvió como incentivo para que los monjes poco dispuestos trabajasen en la transcripción de textos (pues rara vez las zonas de residencia del monasterio eran calentadas).
El benedictino Plano de San Galo es un diseño de un monasterio idealizado que data de entre 819 y 826, y que muestra al scriptorium y la biblioteca situados en la esquina noreste del cuerpo principal de la iglesia; las evidencia encontradas en los monasterios que han sobrevivido no reflejan esta disposición. Aunque el propósito del plano es desconocido, muestra con claridad la conveniencia de situar los scriptoria dentro de un gran cuerpo de estructuras monásticas a comienzos del siglo IX.

### De los cistercienses
Los scriptoria de los cistercienses parecen haber sido bastante similares a los de los benedictinos. La casa generalicia en Cîteaux, con unos de los scriptoria mejor documentados de la Alta Edad Media, desarrolló un severo estilo particular en la primera mitad del siglo XII que se extendió en paralelo a la misma orden cisterciense, a través de los prioratos de Borgoña y otros más. En 1134, la orden cisterciense ordenó que los monjes se mantuviesen en silencio en el scriptorium como debían hacerlo en el claustro. Hay evidencias también de que, a finales del siglo XIII, los cistercienses habrían permitido a ciertos monjes llevar a cabo su trabajo en pequeñas celdas en las que no cabría más de una persona. Estas celdas fueron llamadas scriptoria por la labor de copiado que se realizaba en ellas, aun cuando su función primaria no hubiese sido la de una habitación para escribir.

### De los cartujos
Los cartujos entendían su labor de copia de textos religiosos como su obra misionera para engrandecer a la Iglesia; la estricta soledad de los cartujos precisaba de que la labor manual de los monjes fuese practicada en el interior de sus celdas individuales; muchos monjes se dedicaron a esta tarea de transcripción de textos. De hecho, cada celda estaba equipada como habitación a tal efecto, con pergaminos, pluma, tintero y regla. Guigues du Pin, o Guigo, el arquitecto de la orden, recomendaba a los hermanos que fuesen cuidadosos con los libros que recibiesen de la biblioteca y que no los manchasen con humo o suciedad, y que los tratasen como si fuesen el alimento eterno de sus almas.

## Losscriptoriaen las reglas monásticas

### Regla de San Ferréol
La vida monástica en la Edad Media estaba estrictamente centrada en la oración y en el trabajo manual. A comienzos de la Edad Media, hubo muchos intentos de establecer una organización y rutina para la vida monástica. Charles Forbes René de Montalembert cita un documento del siglo VI, la Regla de San Ferréol, que prescribe que aquel que no trabajase la tierra debería dedicarse al trabajo de copista. Esta indicación implica que la labor de un escriba se comparaba con la del ejercicio de la agricultura o de otro tipo de trabajo externo. Montalembert también señala que el trabajo del escriba es físicamente cansado.

### Las «Instituciones» de Casiodoro
Aunque no se tratase de una regla monástica como tal, Casiodoro escribió sus Instituciones como una guía pedagógica para los monjes de Vivarium, el monasterio que había fundado al sudeste de Italia. Converso romano con una educación clásica, Casiodoro escribió extensamente sobre las prácticas de los escribas. Advierte a los escribas de que sean especialmente rigurosos en contrastar sus copias con los antiguos y más valiosos ejemplares, y de que tengan cuidado de no cambiar las palabras inspiradas de las Escrituras al intentar mejorar el texto desde un punto de vista gramatical o estilístico. Declara también que toda obra del Señor escrita por el escriba es una herida infligida a Satán, pues leyendo las Escrituras el escriba instruye en la buena dirección a su propia mente y copiando los preceptos divinos ayuda a expandirlos. Es importante notar que, frente a lo que era costumbre en los monasterios, Casiodoro incluyó los textos clásicos de la Roma y Grecia antiguas en la biblioteca monástica. Cuando los monjes copiaban estos textos, Casiodoro los animaba a que los enmendasen gramatical y estilísticamente.

### Regla de San Benito
El tratado monástico más famoso del siglo VII, la Regla de Benito de Nursia, no alude a la labor de transcripción por su nombre. Es importante notar, con todo, que la Regla de San Benito indica de forma explícita que los monjes deben tener acceso fácil a los libros durante dos horas diarias de lectura obligatoria y durante la Cuaresma, cuando cada monje debía leer un libro entero. Consecuentemente, cada monasterio tenía que tener una amplia colección de libros, guardada bien en armarios, bien en una biblioteca tradicional. No obstante, dado que la única manera de obtener una gran cantidad de libros en la Edad Media era a través de la copia, en la práctica esto implicaba que el monasterio tenía que tener una forma de transcribir los textos en otras colecciones. Es importante hacer constar también que una traducción alternativa de las estrictas normas de Benito acerca del uso del oratorio como lugar para el silencio, para la oración reverente, sugiere la posibilidad de que existiese un scriptorium. 
En el Capítulo 52 de su Regla, Benito advierte de que el oratorio debe quedar reservado para lo que fue creado, y para ninguna otra cosa. Sin embargo, en el original, Benito utiliza la palabra «condatur», que puede ser traducida tanto por almacén como por componer o escribir, con lo que sus intenciones respecto de la producción de manuscritos resultan ambiguas. Los primeros comentarios sobre la Regla de San Benito describen la labor de transcripción como la ocupación común de la comunidad, por lo que es también posible que Benito no viese necesario mencionar el scriptorium por su nombre debido al papel integral que desempeñaba en el monasterio.

### ElElogio de los escribasde Trithemius
El abad Johannes Trithemius de Sponheim escribió una carta, De Laude Scriptorum (Elogio de los escribas), a Gerlach, Abad de Deutz en 1492 con el objeto de explicar a los monjes las virtudes de copiar textos. Trithemius defiende que la copia de textos es central para el modelo educativo monástico, argumentando que la transcripción posibilita al monje contemplar con mayor profundidad el texto y acceder a una mejor comprensión del mismo. Elogia luego a los escribas diciendo que aquel que es aplicado en su trabajo nunca deja de elogiar a Dios, da placer a los ángeles, consolida al justo, convierte a pecadores, elogia al humilde, confirma al bueno, confunde al orgulloso y reprende al obstinado.
Entre las razones que aduce para continuar copiando manuscritos a mano, están el precedente histórico de los antiguos escribas y la supremacía de la transcripción sobre otras labores manuales. Esta descripción de la escritura monástica es especialmente importante porque fue escrita tras los primeros usos populares de la imprenta. Trithemius alude directamente a esta nueva tecnología competidora cuando dice que el libro impreso está hecho de papel y que como el papel desaparecerá rápidamente. Sin embargo, sigue diciendo, la obra del escriba, hecha en pergamino, perdurará. Trithemius cree también que hay obras que no se reproducirán mediante la imprenta, sino que quedarán mejor copiadas, que tendrán más valor.

## La función de los libros y de las transcripciones en la vida monástica

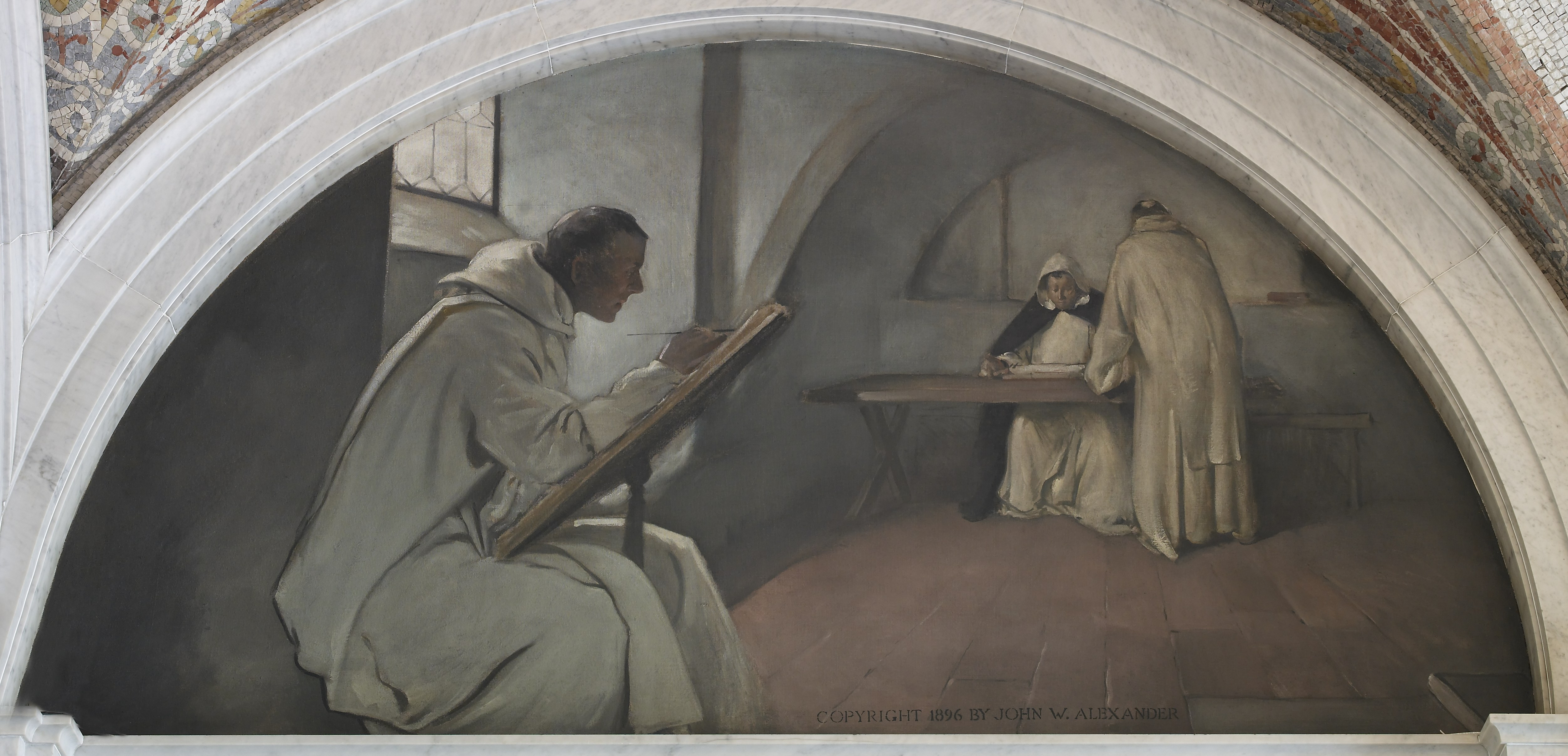
John White Alexander, mural Manuscript Book (1896), Biblioteca del Congreso (Thomas Jefferson Building), Washington D. C.

Los escribas trabajaban con frecuencia toda su vida en un scriptorium mal iluminado. La escritura de manuscritos era un proceso laborioso que podía llegar a dañar la salud de uno. Un prior se quejaba al respecto en el siglo X del daño que provocaba en los ojos, la espalda y en el cuerpo entero.
El director de un scriptorium monástico era el armarius ("proveedor"), que proveía a los escribas de sus materiales y supervisaba el proceso de copia. No obstante, el armarius tenía otras obligaciones. Al comienzo de la Cuaresma, el armarius era responsable de asegurar que todos los monjes recibiesen libros para leer, pero también tenía la potestad de denegar el acceso a determinados libros. Hacia el siglo X el armarius tenía también funciones litúrgicas, por ejemplo, cantar el octavo responsorio, sostener el farol mientras el abad leía y aprobar todo el material que fuese a ser leído en voz alta en la iglesia, la sala capitular y en el refectorio.
Cuando servía como armarius en Vivarium, c. 540-548, Casiodoro escribió un comentario sobre los Salmos titulado Expositio Psalmorum como una introducción a los mismos para los interesados en entrar en la comunidad monástica. La obra alcanzó gran prestigio más allá del monasterio de Casiodoro y fue objeto de estudio y reflexión monástica. 
Respecto del papel de los Salmos en el estudio dentro de los monasterios, cada uno de ellos se habría recitado cuidadosamente al menos una vez a la semana durante el periodo de estudio, siempre teniendo a la vista el comentario sobre el mismo. El objetivo final sería absorber el contenido de ese comentario y asociarlo nemotécnicamente a cada verso de la Escritura.
De esta manera, los monjes medievales llegarían a un conocimiento y experiencia muy íntimos de los textos que copiaban. El acto de transcripción se convertía en un acto de meditación y oración, y no de simple copia.